# Kartäuser-Katze

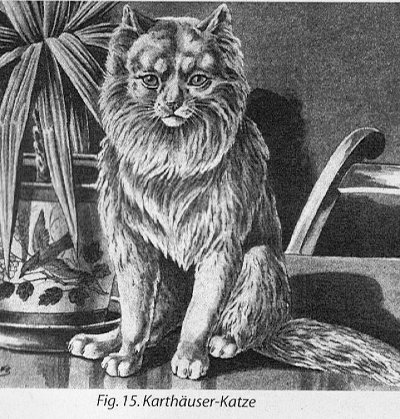
Kartäuserkatze, 1896, Jean Bungartz

Als Kartäuserkatze oder damals auch Karthäuser-Katze wurden etwa seit dem 18. Jahrhundert grau-blaue Langhaarkatzen bezeichnet, die wie die Malteserkatze den historischen langhaarigen Angorakatzen, nach BREHM Felis maniculata angorensis zugeordnet wurden, da sie eine Besonderheit unter den gewöhnlichen Katzen darstellten. Johann Matthäus Bechstein bezeichnet diese blaue langhaarige Katze als Felis catus, var. domesticus coeruleus und nimmt 1832 an, dass sie aus der Türkei stamme.

## Geschichte
Nachdem Katzen jahrhundertelang in Zusammenhang mit Ketzerei und Zauberei negativ gesehen wurden, erkannte man den Wert dieser Tiere als Helfer bei der Seuchenbekämpfung, weil sie die Überträger der Pest – Mäuse und Ratten – vernichteten. Nicht nur Haus- und Hofkatzen erfuhren mit der Zeit wieder mehr Wertschätzung, es wurden seit dem 17. Jh. besonders schöne langhaarige Exemplare aus verschiedenen Ländern des Orients in das westliche  Europa eingeführt, die den Weg zunächst in Adelshäuser von Spanien, Portugal, Frankreich und Deutschland bis nach England fanden. Es wurde in der Zeit der Aufklärung zwischen Wildkatze, exotischen Langhaar-Katzen und Hauskatze unterschieden. Der Zoologe Leopold Fitzinger beschrieb 1869 die Kartäuserkatze als eine langhaarige, dunkel bläulich-aschgraue oder schiefergraue Katze, die u.v. a. auch unter den biologischen Begriffen und Quellen bzw. Sichtungen Chartreuse cat JARDINE, Chat des Chartreux BUFFON oder Felis domestica Cartheuserkatze GIEBEL geführt wurde. Die Langhaarkatzen erhielten Bezeichnungen nach ihrer Herkunft oder Besonderheit.
So nannte man diese blaue, langhaarige Katzensorte in Österreich und Deutschland Kartäuser, in Frankreich Chartreux und in Spanien, Italien und Portugal und später auch Amerika Malteserkatze. Im Zuge der Gründung von Rassekatzen-Vereinen zu Beginn des 20. Jh. gingen jedoch die langhaarigen Vertreter, wie die Angorakatze und die Kartäuserkatze in der seitdem neu benannten Rasse Perserkatze auf. Allen langhaarigen Katzen gemeinsam scheint die Herkunft zu sein, die in Vorderasien liegen soll. In der frühen Literatur ist die Rede von Syrien, von der heutigen Türkei und vom Kaukasus.
Nachdem langhaarige Katzen in den jungen Katzenzucht-Vereinen zu Beginn des 20. Jahrhunderts nur noch als Perser geführt wurden, blieb der Begriff "Kartäuser" und die französische Variante "Cartreux" für blaue Katzen zwar im allgemeinen Sprachgebrauch erhalten, erschien jedoch durch die Umbenennung nicht als eigenständige Rasse. Zwischenzeitlich hatten diese Katzen jedoch innerhalb von etwa 2 Jahrhunderten seit ihrer Einfuhr nach Europa ausreichend Gelegenheit, sich in unbeaufsichtigtem Zustand auch mit Kurzhaar-Katzen zu paaren und sich weiter in westliche Gebiete, wie z. B. in Frankreich in die Bretagne auszubreiten. Da das Kurzhaar-Gen dominant gegenüber dem rezessiven Langhaar-Gen wirkt, entstanden parallel mit der Zeit blaue kurzhaarige Katzen, deren Fell wegen der Farbe und dichten Beschaffenheit begehrtes Kürschner-Produkt wurde, wofür Langhaarkatzen ungeeignet waren. Die Felldichte, die durch gleiche Länge des Deckhaares und der Unterwolle hervorgerufen wird, ist eine besondere genetische Erscheinung dieses Kreuzungsproduktes von Langhaarkatzen mit Kurzhaarkatzen durch Vorlage des rezessiven Langhaar-Gens. Die gleiche Fellstruktur weist z. B. auch die Britisch Kurzhaar auf. " Das rezessive Langhaargen existiert in der Rasse Brite seit dem Anfang und ohne das Langhaargen (durch Einkreuzung mit Perser) hätten wir die heutige Rasse der Briten überhaupt nicht." Ebenso verhält es sich mit den heutigen Chartreux-Katzen. Nachdem in den 1920er Jahren diese Kurzhaar-Katzen in Frankreich gezielt gezüchtet wurden, erkannte der Katzenzucht-Verband FIFe die französische Sorte Anfang 1970 als Chartreux an.

## Herkunft der Bezeichnung
Da sich der Begriff Kartäuser von Karthaus oder Kartause, franz. Chartreuse, lat. cartusia ableitet, vorher wohl charta ousia, also Chart(ao)usia, was so viel wie Geschäftsurkunde zur Begründung eines Rechtsgeschäftes zur Selbstbesinnung in einer Einsiedelei bedeutet, liegt die Vermutung nahe, der gleichnamige römisch-katholische Orden könnte Namensgeber gewesen sein. Da diese Katzen aber sehr selten waren und zudem eine außergewöhnliche Farbe hatten, ist eher anzunehmen, dass der allgemeine Sprachgebrauch diesen Begriff wegen des vereinzelten Vorkommens sowie der Ähnlichkeit mit den aus blau-grauem Stoff bekleideten Mönchen wählte. Italien war in dem Zeitraum zudem politisch zerrissen und von Spanien und Frankreich umkämpft. Ebenso liegt es wie die Herkunft des Namens der Malteserkatze sehr nahe, dass die Bezeichnung mit der blaugrauen Kalkstein-Farbe des gleichnamigen Chartreuse-Gebirges zusammenhängt. Die Bezeichnung für das bereits im 11. Jh. errichtete Mutterkloster Grande Chartreuse des Kartäuser-Ordens war höchstwahrscheinlich Namensgeber für dieses voralpine Gebirgsmassiv und nicht umgekehrt. 1860 heißt es noch im Neuen Jahrbuch für Mineralogie, Geognosie, Geologie: „... zwischen dem Gebirge der Grande Chartreuse und der Rhone ...“

## Kartäuserkatze in der Gegenwart
Heute findet sich diese blaugraue Farbe nur noch in den genannten Kurzhaar-Katzen Chartreux, Britisch Kurzhaar sowie in Russisch Blau und unter den Perserkatzen. Im Volksmund werden daher die blauen Katzen, wie z. B. die kurzhaarige Chartreux, auch heute noch als Kartäuserkatze bezeichnet.